# Nerf
Nerf (marca registrada com NERF) és una marca de joguines creada per la companyia Parker Brothers i actualment propietat de Hasbro. La majoria de les joguines són armes de plàstic amb projectils de goma-escuma. Les joguines més destacades d'aquesta marca són les pistoles de dards que disparen munició feta d'escuma. L'eslògan que més s'ha utilitzat és "O Nerf o res!".

## Material Nerf
Segons la majoria dels entusiastes i el públic en general, Nerf significa "escuma recreativa no expandible". Això és compatible amb el fet que els dards estan fets d'un material cel·lular sòlid i esponjós. Per produir-lo, la resina de polièster reacciona amb un altre compost en presència de CO2 d'una altra reacció. És aquest gas que crea butxaques obertes dins del poliuretà que, al seu torn, fan que el material sigui suau i lleuger. Tanmateix, no hi ha cap acrònim inclòs en cap de les patents de les explosions i/o altres productes a la línia de productes Nerf, de manera que aquesta llegenda urbana ha estat provada de manera falsa; en canvi, és un retroacrònim.

## Història[calcitació]
Parker Brothers va desenvolupar originalment Nerf, començant amb una bola d'escuma de poliuretà de quatre polzades (102 mm). El 1969, Reyn Guyer, un inventor de jocs basat en Minnesota, va arribar a la companyia amb un joc de voleibol que era segur per jugar a l'interior, i després d'estudiar-ho acuradament, Parker Brothers va decidir eliminar tot menys la bola d'escuma. El 1970, la pilota de Nerf es va introduir com la "primera bola de futbol oficial del món", el nom "Nerf" és un terme d'argot per al farciment d'escuma utilitzat en la competició off-road. Els eslògans de màrqueting van prometre que es pugui "llençar-lo a l'interior, no podeu fer malbé els llums ni trencar finestres. No podeu fer mal als nadons o persones grans". Alguns dels primers anuncis televisius de les boles van ser promocions conjuntes amb la barreja de begudes Kool-Aid de General Foods, amb Micky Dolenz, Davy Jones i Michael Nesmith of the Monkees tocant amb les boles en un ambient de sala (Kool-Aid patrocinat el 1969 -70 Dissabtes al matí de la sèrie de televisió dels Monkees de 1966-67). La pilota va cobrir una forta necessitat del consumidor i, al final de l'any, es van vendre més de quatre milions de boles Nerf. La pilota de quatre polzades (102 mm) va ser seguida d'una gran versió anomenada "Super Nerf Ball". Poc després, el 1972, un joc de bàsquet anomenat "Nerfoop" i el futbol Nerf es van unir a la família, i aquest últim es va convertir ràpidament en la bola més popular de Nerf. La companyia va continuar afegint-se a la línia Nerf fins que va lliurar el control a Kenner Products, una companyia germana, el 1991, quan Hasbro va adquirir la línia Nerf a través de l'adquisició de Tonka Corporation. Al llarg dels anys noranta i principis dels anys 2000, la marca Nerf va prestar serveis a les filials OddzOn i Larami abans que Hasbro prengués el control total de la marca.
Al llarg dels anys, Nerf ha continuat expandint la línia afegint nous aspectes als productes existents, amb línies posteriors de productes Nerf que van des de boles esportives i bombes de dards d'escuma fins a videojocs i accessoris. Al febrer de 2013, Hasbro va anunciar el llançament de "Nerf Rebelle", una sub-línia dirigida a les noies. El primer producte, l'arc de Heartbreaker, es va publicar a la tardor de 2013. El novembre de 2013, POW! Els llibres publicats The Ultimate Nerf Blaster Book. Escrit per Nathaniel Marunas, el llibre destaca la història de Nerf i proporciona detalls sobre cada N-Strike, Dart Tag i Vortex blaster produït en el moment de l'alliberament del llibre.

## Productes
Nerf posseeix una àmplia línia de productes:
- Nerf Sports.[2]
- Nerf Blasters:[2]
  - Nerf N-Strike Elite: Similar a la Nerf Blasters però amb nous dissenys i dards.[2]
  - Vortex: Armes la munició de les quals són discos de poliespán.[2]
  - Zombie Strike: Té temàtica zombi.[3]
  - Nerf Rebelle: Dedicada a les noies (arcs i ballestes).[4]
- Nerf N-Force.[2]
- Super Soaker: Armes d'aigua.[2]
- Lazer Tag: Armes que posseeixen mires làser.[2]
- Nerf Dog.[5][6]
- Nerf Dart Tag: Armes usada per a combats dobles o tornejos de Nerf

- Nerf Combat Creatures: Robots de radiocontrol
- Nerf MEGA: Són vermelles i usen dards silvadores (aquests dards fan un soroll de xiulada en l'aire)

## Galeria d'Imatges

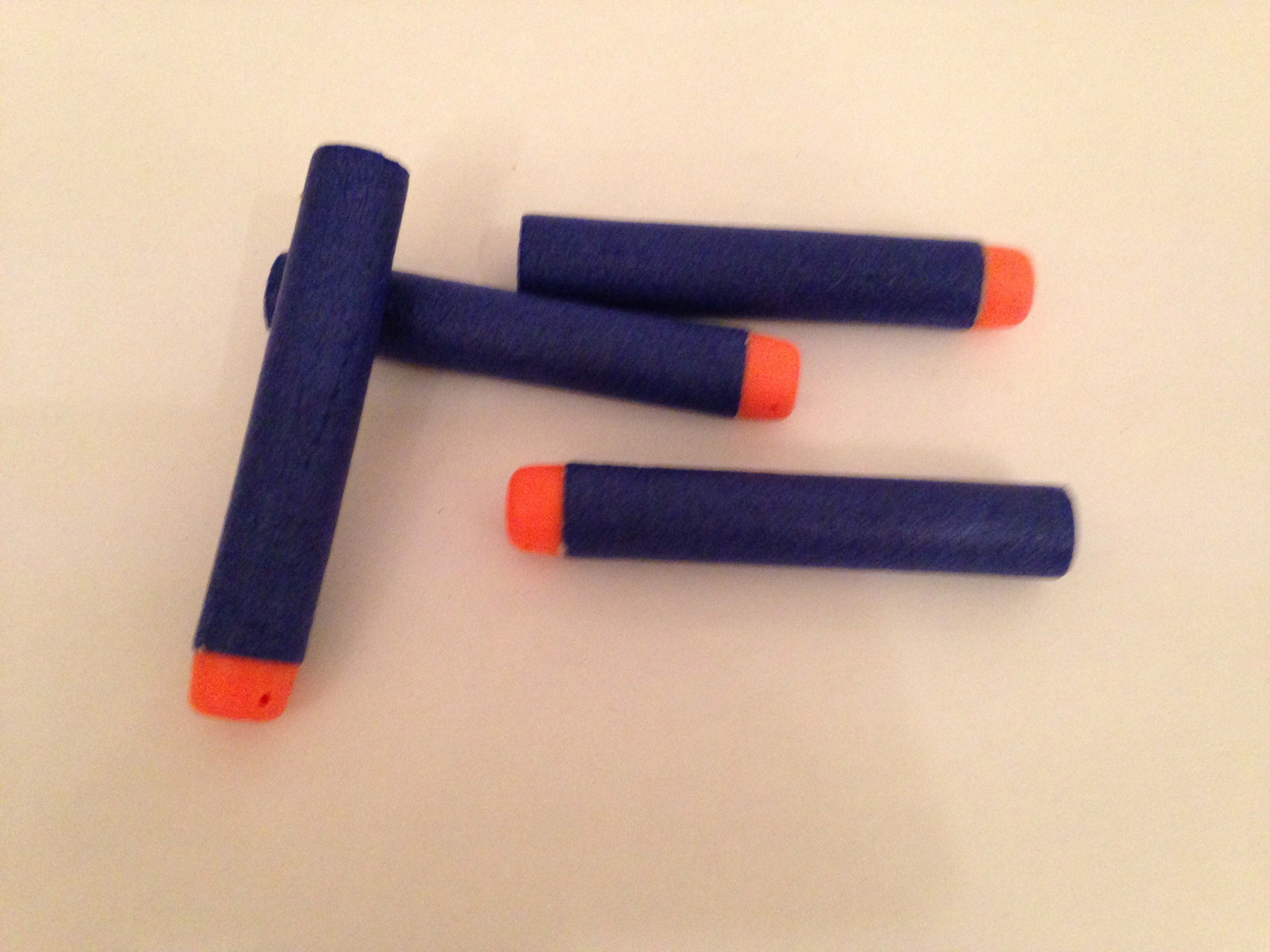
Dards d'elit de Nerf